# Тодор Тетимов
Тодор Стоименов Тетимов Кехайов, известен като Кануш войвода, е български хайдутин и революционер.

## Биография
Роден е в 1850 година в неврокопското село Ковачевица, тогава в Османската империя в семейството на Стоимен Тетими кехая. В 1875 година турци-разбойници нападат бащината му къща. Насилниците обират и убиват баща му. Тодор Тетимов успава да избяга, но запомня един от разбойниците - помак от село Дряново. През 1876 година го среща в гората и го убива. Скоро след това е открит, арестуван и затворен. След няколко години успява да избяга от затвора Канлъ куле в Солун. През 1880 година се включва в четата на Георги Зимбилев. Участва в акцията по ликвидирането черкезина Хаджи Юсуф и неговата чета, след което заминава за Батак, където съставя своя чета. В 1882 година организира нападение на братя Бенини от Ковачевица - насилници на братята му Стоил и Стою. След като не успява да ги открие, напада и убива в селото няколко души турски войници. Избива и турски аскери в село Осиково.
Участва заедно с Костадин Гюреджеклията начело на чета в Сръбско-българската война, а след това в отряда на капитан Коста Паница.
По-късно се заселва в Дупница, където се захваща с касаплък. Дарява пари за построяване на читалищна сграда. Умира в 1921 година в Дупница.
Днес в къщата на негови родственици има частна музейна сбирка за македоно-одринското революционно движение.